# مژگان ربانی
مژگان ربانی بازیگر سینما و تلویزیون ایران فارغ‌التحصیل رشته مترجمی زبان فرانسه، مدرسه عالی بازیگری حوزه هنری، از ۱۳۷۶ با گذراندن کلاس‌های تئاتر و بازیگری به دنیای هنر راه یافت. اولین تجربه‌های تئاتری او به همکاری با کارگردانانی چون میکائیل شهرستانی، آزیتا حاجیان و جلال‌الدین دری برمی‌گردد. زیر پوست شهر رخشان بنی اعتماد، آبی حمید لبخنده، ناف محمد شیروانی، شکلات افشین شرکت. تب رضا کریمی، خاکستری مهرداد میر فلاح، ستاره است فریدون جیرانی، باغ فردوس ۵بعداز ظهر سیارک شایقی، شیرین عباس کیارستمی، خورشید فرهاد سلیمانی، شادونه وشبح سیاه احمد علی پور قاتل اهلی مسعود کیمیایی، سریالهای؛ کیف انگلیسی ضیاالدین دری کلاه پهلوی ضیاالدین دری، حلقه وصل علیرضا فرید، کلیه سپید مهرداد رایانی مخصوص، تنها در تاریکی مسعود رشیدی، تا غروب محمد بنایی، بلند گریه کن اسماعیل فلاح پور، بیم موج راما قویدل، قصه‌های شهرک بابک محمدی، بازیگر رضا صفدری، روز حسرت سیروس مقدم، معمای شاه محمد رضا ورزی و… از جمله فعالیت‌های سینمایی و تلویزیونی این بازیگر هستند. مژگان ربانی با فیلم «زیر پوست شهر» به کارگردانی رخشان بنی‌اعتماد جلوی دوربین سینما رفت.

## مجموعه تلویزیونی
- التیام - تله فیلم
- بیم موج - تله فیلم
- باران عشق
- رقص روی شیشه (مهدی گلستانه) در نقش مریم (مجموعه نمایش خانگی)
- معمای شاه (محمدرضا ورزی) در نقش اشرف پهلوی
- کلاه پهلوی (سید ضیاءالدین دری) در نقش توران
- کیف انگلیسی (سید ضیاءالدین دری) در نقش محبوبه
- تا غروب
- حلقه وصل علیرضا فرید
- مشق عشق (بهرام بهرامیان)
- روز حسرت سیروس مقدم
- کلبه سپید (مهرداد رایانی مخصوص و رحمان سیفی‌آزاد؛ ۱۳۷۹)
- قصه‌های شهرک بابک محمدی
- بازیگر رضا صفدری

## سینمایی
- دفتری از آسمان - شیخ طادی ۱۳۷۸
- زیر پوست شهر - رخشان بنی اعتماد ۱۳۷۹
- آبی - حمید لبخنده ۱۳۷۹
- خاکستری - مهرداد میرفلاح ۱۳۷۹
- ناف - محمد شیروانی ۱۳۸۱
- تب - رضا کریمی ۱۳۸۲
- شکلات - افشین شرکت ۱۳۸۲
- باغ فردوس، پنج بعد از ظهر - سیامک شایقی ۱۳۸۴
- ستاره‌ها ۲: ستاره است - فریدون جیرانی ۱۳۸۴
- خورشید - فرهاد سلیمانی ۱۳۸۴
- شادونه و شبح سیاه - احمد علی پور ۱۳۸۶
- شیرین - عباس کیارستمی ۱۳۸۷
- اختاپوس - داوود موثقی ۱۳۸۸
- قاتل اهلی - مسعود کیمیایی ۱۳۹۶